# 布鲁斯·E·洛根
布鲁斯·厄内斯特·洛根，美国环境工程学家，主要关注供水系统的相关研究。

## 经历
洛根于1979年获纽约伦斯勒理工学院化学工程学士学位，1980年获伦斯勒理工环境工程硕士学位，1986年获加利福尼亚大学伯克利分校环境工程博士学位。1997年，他成为宾夕法尼亚州立大学环境工程卡帕纪念教授，2002年成为氢能源中心主任，2022年起任能源及环境研究所所长。2010年代曾任哈尔滨工业大学、大连理工学院、南开大学的访问学者。
2011年当选水环境协会会员，2013年当选美国科学促进会会士、美国国家工程院院士，2019年当选为中国工程院外籍院士。

## 科学研究
洛根领导的团队研发了一种原型装置，将反向电渗析与微生物燃料电池技术相结合，可以更高效的从处理废水中产生电能。